# Рубцы (Киров)
 Рубцы — деревня в Кировской области России. Входит в состав муниципального образования «Город Киров»
Административно подчиняется Ленинскому району города Киров.

## Название
Известна с 1662 года как Максимовская Ворожцова, затем Воролжцовская, в 1802 году починок Воросцовской, В 1873 году деревня Ворожцовская или Рубцы, в 1926 — Рубцы или Ворожцовская, в 1950 году — Рубцы.

## География
Расположена на расстоянии примерно 10 км по прямой на юго-запад от железнодорожного вокзала станции Киров.

## История
Известна с 1662 года как деревня Максимовская Ворожцова с 2 дворами, в 1764 (Воролжцовская) 24 жителя, в 1802 году (починок Воросцовской) 3 двора.
В годы Великой Отечественной в деревне Рубцы, в филиале  Шалаевской начальной школы (нын МБОУ ООШ №7 г. Кировае), размещались самые маленькие дети из блокадного Ленинграда.

## Население
| 2010 |
| ---- |
| 10   |

### Историческая численность населения
В 1764 году 24 жителя, в 1873 году дворов 6 и жителей 50, в 1905 12 и 77, в 1926 (Рубцы или Ворожцовская) 13 и 89, в 1950 (Рубцы) 16 и 58, в 1989 9 жителей.

### Национальный и гендерный состав
Постоянное население составляло 7 человек (русские 100 %) в 2002 году, 10 в 2010.